# Anadyr'-1
Anadyr'-1 (in russo Анадырь-1?, nota anche come Magadan-11, Магадан-11, e Gudym, Гудым) è una base militare dismessa sovietica e poi russa, situata nella Čukotka.
Fu costruita per ospitare i missili balistici RSD-10 con obiettivo il Nordamerica occidentale.